# Oedemera femoralis
Oedemera femoralis is een keversoort in de familie schijnboktorren (Oedemeridae). 

## Kenmerken
De kevers zijn 13-18 mm lang. Bij de man zijn de achterdijen dik en zijn de achterdijen en het achterste scheenbeen gebogen. Er is een donkere vlek in het midden van de achterdijen en aan het einde van de voordijen.
Het pronotum is aan de zijkanten afgerond en heeft geen marges, de zijkanten zijn eenvoudig naar beneden gebogen. Het is smal en loopt iets smaller aan de achterkant. Het is begrensd aan de basis, de rand is omhoog gebogen. Het is dunner en grover doorboord dan het hoofd. Aan de zijkanten is het donkerder bruin tot zwart.
Het hoofd is niet plotseling vernauwd achter de slapen, naar voren gestrekt, de bovenkaken zijn van bovenaf duidelijk zichtbaar. De kop is fijn gestippeld en heeft een donkere vlek op het voorhoofd. De ogen zitten aan de zijkant van het hoofd.  Het voorhoofd is tussen de ogen even breed als tussen de buigingen van de antennes. De antennes zijn 11-delig, draadvormig en langer dan de helft van de lichaamslengte. De kaakknoppen zijn vierledig, het eerste lid is echter erg klein. Het eindsegment is cilindrisch, naar buiten toe nauwelijks verdikt en schuin afgeknot
De lange, zachte dekschilden zijn ruw doorboord en hebben afgeronde schouders die ver buiten de basis van het halsschild uitsteken.

## Voorkomen
Deze kever komt voor in Europa.